# مقاطعة دال (ألاباما)
مقاطعة دال (بالإنجليزية: Dale County, Alabama)‏ هي إحدى مقاطعات ولاية ألاباما في الولايات المتحدة. تأسست سنة 1824، بلغ عدد سكانها 50251 نسمة في عام 2010 حسب إحصاء مكتب تعداد الولايات المتحدة وتصل الكثافة السكانية فيها 34.5 نسمة/كم2.

## وصلات خارجية
- www.dalecountyal.org